# Аппель (Германия)
Аппель (нем. Appel) — община в Германии, в земле Нижняя Саксония.
Входит в состав района Харбург. Подчиняется управлению Холленштедт. Население составляет 1957 человек (на 31 декабря 2010 года). Занимает площадь 15,42 км².
Коммуна подразделяется на 5 сельских округов.